# Токмацька міська територіальна громада
Токмацька міська територіальна громада — територіальна громада в Україні, у Пологівському районі Запорізької області з адміністративним центром у місті Токмак.

## Загальна інформація
Площа території — 728,3 км², населення громади — 36 719 осіб (2020 р.).

## Населені пункти
До складу громади увійшли м. Токмак, села: Заможне, Іванівка, Ільченкове, Кутузівка, Лугівка, Мирне, Нове, Новопрокопівка, Остриківка, Очеретувате, Покровське, Пшеничне, Рівне, Роботине, Садове, Скелювате, Снігурівка, Солодка Балка, Трудове, Урожайне, Фабричне, Харкове, Червоногірка, Чистопілля та Шевченкове.

## Історія
Створена у 2020 році, відповідно до розпорядження Кабінету Міністрів України № 713-р від 12 червня 2020 року «Про визначення адміністративних центрів та затвердження територій територіальних громад Запорізької області», шляхом об'єднання територій та населених пунктів Токмацької міської ради Запорізької області та Жовтневої, Новенської, Новопрокопівської, Остриківської, Очеретуватської сільських рад Токмацького району Запорізької області.